# Theridion palanum
Theridion palanum là một loài nhện trong họ Theridiidae.
Loài này thuộc chi Theridion. Theridion palanum được Michael J. Roberts miêu tả năm 1983.